# Ponte Nuovo (Nizza)
Il Ponte Nuovo era un ponte di Nizza.
Nel XIX secolo la città si era ingrandita grazie alla creazione di nuovi sobborghi a nord-ovest della città e l'attraversamento del Paglione era un ostacolo tra i nuovi sobborghi e il Cours Saleya dove si concentravano i servizi amministrativi e culturali, anche perché il Pont Vieux era troppo lontano. Il comune decise pertanto di costruire un nuovo ponte a valle del Pont Vieux e non lontano dalla foce del torrente, in linea con Place Charles-Albert e con la futura Place Masséna. 
Il progetto fu realizzato dell'ingegnere Louis Gardon e la costruzione iniziò a luglio 1820 per essere venne terminata nel 1824. Il ponte venne costruito in pietra con tre archi di 21 metri di apertura e venne chiamato "Ponte reale di San Carlo" anche se i nizzardi lo ribattezzarono semplicemente "Ponte nuovo".
Nel 1827 la comunità ebraica, conoscendo la passione del re Carlo Felice per l'egittologia, gli offrirono un monumento a forma di obelisco che venne eretto all'ingresso del ponte. Il monumento scomparve dopo l'annessione della contea di Nizza alla Francia nel 1861.
Nel 1882, a seguito della copertura del Paglione, il ponte venne demolito ed interrato.